# آتون

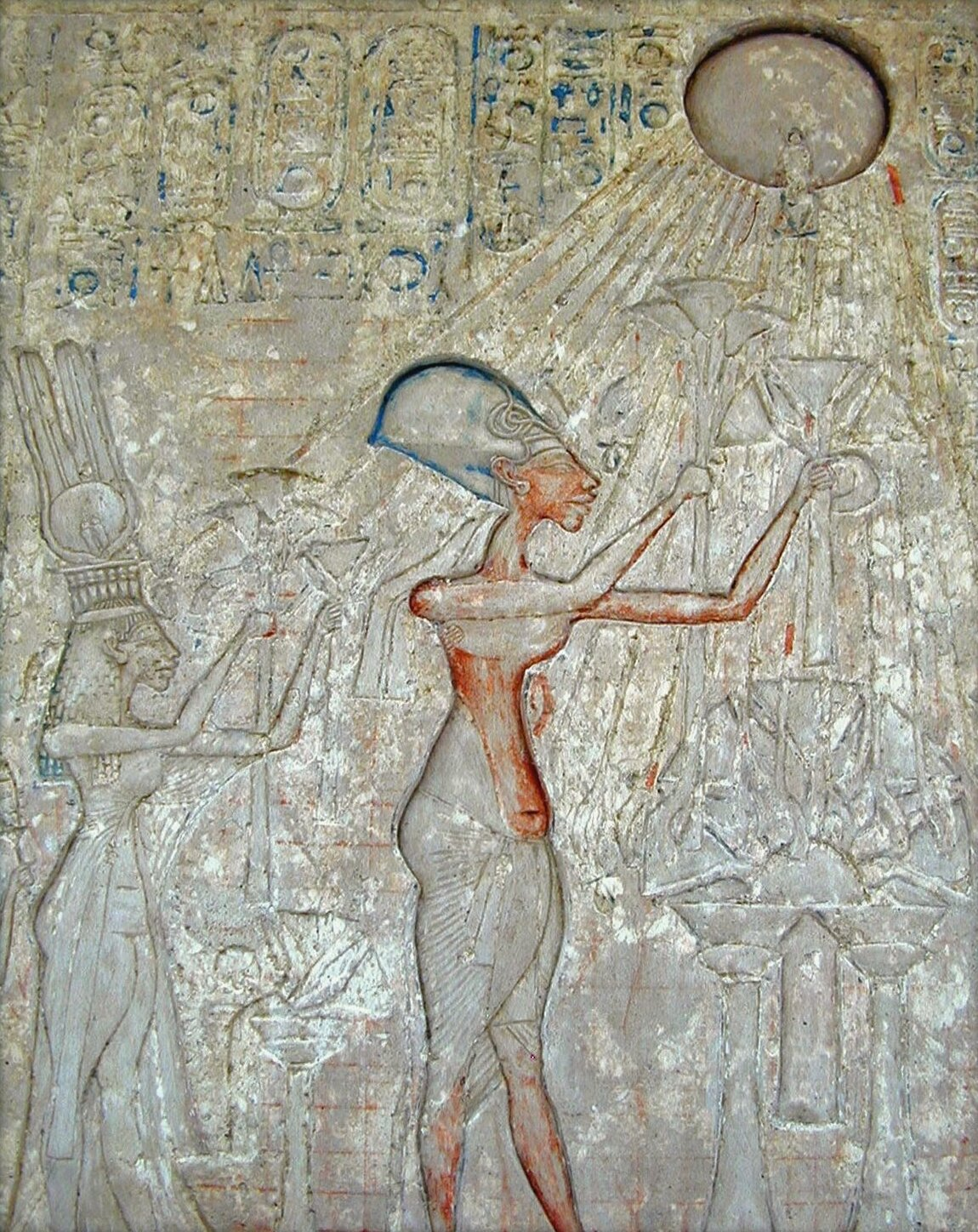
الفرعون إخناتون وعائلته يتعبدون لآتون.

آتون (بالإنجليزية: Aten, Aton) هو الإله الذي أعلن عنه الملك إخناتون واعْتُبِر إله الشمس الإله الموحد الذي لا شريك له ونور آتون يفيد جميع الأجناس، يمثل آتون في شكل قرص الشمس، بأشعتها التي تنتهي بأيد بشرية، لتمنح الحياة والرخاء للأسرة الملكية، وبعد وفاة إخناتون، عاد آمون مرة أخرى، لمكانته الأولى، كأحد الأرباب المصرية.

## الأصل
كان أتون يُمثل قرص الشمس، وكان في الأصل أحد تجليات الإله رع، إله الشمس في الديانة المصرية القديمة التقليدية. وخلال حكم أمنحتب الثالث، كان أتون يُعبد كجزء من منظومة الآلهة، لكنه أصبح الإله الوحيد المعترف به رسميًا في عبادة الدولة في عهد خليفته أخناتون.
ورغم هذه العبادة الرسمية، تُظهر الأدلة الأثرية أن إغلاق معابد الآلهة الأخرى لم يُنهِ تمامًا ممارسات العبادة المنزلية الخاصة بتلك الآلهة، إذ استمر الكثير من  المصريين في تقديس البانثيون التقليدي في حياتهم اليومية.
النقوش، مثل "أنشودة أتون العظمى" الموجودة في المعابد والمقابر من زمن أخناتون، تُصوّر أتون كـ الخالق، واهب الحياة، والروح الراعية للعالم.
وعلى عكس معظم الآلهة المصرية، لا يملك أتون أسطورة خلق ولا نَسَب عائلي، لكنه ذُكر في كتاب الموتى.
أما أقدم إشارة معروفة إلى أتون كإله، فتعود إلى قصة "سنوهى" من الأسرة الثانية عشرة، حيث يُوصف الملك المتوفى بأنه يصعد إلى السماء كإله، ويتّحد مع قرص الشمس الإلهي، أي أن جسده الإلهي يندمج مع خالقه.

## التوحيد عند قدماء المصريين
عرف المصريون القدماء التوحيد قبل دعوة التوحيد التي تبناها الملك إخناتون ولكن كان هناك دائمًا إلهٌ مسيطرٌ على باقي الآلهة، فدعوة التوحيد كانت قائمة منذ عصر تحتمس الرابع وفعلها أخناتون. كان المصريون القدماء يؤمنون بعدة آلهة أخرى بجانب الآلهة الرئيسية. والآلهة الرئيسية هي:
- أتوم في عين شمس (هيليوبوليس)
- بتاح في ممفيس
- تحوت في الأشمونين
- آمون في طيبة
- حورس في الأقصر
- خنوم في أسوان
- آتون في تل العمارنة

فهذه كانت أسماء الإله الأعظم خالق الكون والحياة. فلقد كان قدماء المصريون ينظرون إليه على أنه إله واحد أزلي لم يكن قبله شيء وخالق الآلهة وكل شيء ونظم الدنيا، إلا أن قدماء المصريين أشركوا به وشاركوا معه آلهة أخرى، إلا أن الإله آتون ظل بأسمائه القديمة الإله الأكبر لهذه الآلهة.

## أناشيد آتون
ابتكر إخناتون فكرة جديدة وهي أناشيد للمعبود بدلا من الصلوات له، وهذه أحد أناشيده:

### نشيد المشرق
يا من يضيء المشرق بنوره

فتملأ الأرض بجمالك

أيها الجميل القوى الرائع العلى فوق الأرض 

تعاليت فأمتد نورك على الأرض 

أيها الظاهر الباطن

يا من إذا استويت في غرب الكون

باتت الدنيا في ظلام يشبه الموت

فإذا الناس في المضاجع

وإذا رءوسهم في غطاء 

فإذا ما أحمر شفق الصباح

طلعت على الكون شمسا 

فإذا الدنيا وقد أضحت نهارا

وإذا الأرض تتهلل: وإذا الناس أيقاظ

أيها الواحد الأحد الذي لا إله غيره

خلقت الأرض على هواك أيها الواحد الأحد

لك الخلق من ناس وحيوان ودابة.

## معابد آتون
وكان معبد آتون في تل العمارنة، عاصمة إخناتون، ومعبده في الكرنك، بدون سقف، ليسمح لأشعة الشمس بالتغلغل في داخله.

## الديانة
كان أتون يُعبد بشكل كبير كإله شمسي خلال حكم أمنحتب الثالث، حيث كان يُصوَّر كإله برأس صقر، على غرار رع. ورغم أن أتون اعتُبر الخالق الأعلى ضمن مجمع الآلهة في ذلك الوقت، إلا أن العبادة الحصرية له على مستوى الدولة لم تبدأ إلا في عهد خليفة أمنحتب الثالث، أمنحتب الرابع، الذي غيّر اسمه لاحقًا إلى أخناتون ليعكس ارتباطه المباشر بالإله الأسمى.
خلال حكم أخناتون، أصبح أتون الإله الوحيد المعترف به رسميًا في مصر، فيما عُرفت هذه الديانة باسم الأتونية، وقد نُقشت المبادئ الأساسية لهذه العقيدة في العاصمة الجديدة التي أسسها أخناتون ونقل إليها مقر حكمه، وهي أخيتاتون، والتي يُشار إليها اليوم باسم تل العمارنة.
في العقيدة الأتونية، كانت الليل وقتًا للخوف، والعمل لا يتم على أكمل وجه إلا في وضوء الشمس، أي في حضور أتون. ووفقًا للنقوش، فإن أتون هو خالق البشر والأمم، ويهتم بكل الكائنات، حتى أنه خلق نهر النيل في السماء (أي المطر) ليُغدق به على سكان سوريا.
لكن الحياة لم تكن تُمنح إلا للأسرة الملكية مباشرة من قرص الشمس، ولهذا كان عامة الشعب يحصلون على "الحياة" من أخناتون ونفرتيتي (ولا حقًا نفِر-نفر-آتون) مقابل ولائهم لأتون. وتُظهر الترانيم، مثل أنشودة لأتون والملك، كيف كان أتون يعتني بالبشر من خلال أخناتون، واضعًا الأسرة الملكية كوسطاء حصريين بين الناس والإله.
ويُعرف من المصادر وجود مرة واحدة فقط تحدث فيها أتون بشكل مباشر.
وفي أنشودة لأتون، يظهر حب الإله للبشر والأرض بشكل واضح:
> "يتجه أتون نحو الأرض ليراقب خليقته؛ ويعلو في السماء من أجلها؛ يُتعب نفسه في خدمة الكائنات؛ يضيء لهم جميعًا؛ يمنحهم الشمس ويبعث إليهم المطر. يهتم بالجنين والفرخ، ويطلب أخناتون من أبيه الإلهي أن 'يرفع' هذه المخلوقات لأجله حتى تبلغ كمال أتون."
كان أخناتون يُقدّم نفسه على أنه ابن أتون، على غرار ما فعله ملوك مصر السابقون حين نسبوا أنفسهم إلى الإله حورس، لكنه شدد على كونه الوسيط الوحيد بين البشر وأتون، مما كرّس أتون كالإله الأعلى الذي لا شريك له.
وقد أدى ذلك إلى جدل كبير بين الباحثين حول ما إذا كانت الأتونية تُعتبر شكلًا مبكرًا من التوحيد، مما يجعلها واحدة من أولى صور الديانات التوحيدية في التاريخ.
ورغم أن أتون كان إلهًا جديدًا نسبياً، إلا أنه استند في الكثير من خصائصه وسلطته إلى المفاهيم القديمة للآلهة الشمسية مثل رع، لكنه تفوق عليها من حيث الهيمنة والوظائف. فقد جمع بين الضوء كمصدر للحياة، وبين مفاهيم الحق والنظام (ماعت)، مما وسّع مسؤوليته الإلهية لتشمل أكثر من مجرد النور.